# Burari
Burari là một thị trấn thống kê (census town) của quận North thuộc bang Delhi, Ấn Độ.

## Nhân khẩu
Theo điều tra dân số năm 2001 của Ấn Độ, Burari có dân số 69.182 người. Phái nam chiếm 55% tổng số dân và phái nữ chiếm 45%. Burari có tỷ lệ 68% biết đọc biết viết, cao hơn tỷ lệ trung bình toàn quốc là 59,5%: tỷ lệ cho phái nam là 75%, và tỷ lệ cho phái nữ là 60%. Tại Burari, 17% dân số nhỏ hơn 6 tuổi.